# Horní Suchá
Pour les articles homonymes, voir Suchá.
Horní Suchá (en polonais : Sucha Górna ; en allemand : Obersuchau) est une commune du district de Karviná, dans la région de Moravie-Silésie, en République tchèque. Sa population s'élevait à 4 366 habitants en 2024.

## Géographie
Horní Suchá se trouve à 8 km au sud-ouest de Karviná, à 16 km à l'est-sud-est d'Ostrava et à 292 km à l'est de Prague.
La commune est limitée par Karviná au nord, par Stonava à l'est, par Albrechtice au sud-est et par Havířov au sud et à l'ouest.

## Histoire
La première mention écrite de la localité date de 1305.

## Transports
Par la route, Horní Suchá se trouve à 9 km de Karviná, à 21 km d'Ostrava et à 371 km de Prague.

## Jumelages
La commune est jumelée avec :
- Gelnica (Slovaquie)
- Lubomia (Pologne)